# Duchy Yeban
Duchy Yeban – rodzaj duchów z mitologii afrykańskiej plemienia Dogonów, wspomnianych w micie o początku świata. Według tego mitu, duchy Yeban zostały stworzone przez Ammę, stwórcę ichniejszego świata.

## Wygląd
Według mitologii plemienia Dogonów Amma stworzył Duchy Yeban jako istoty o dużych głowach i krótkich kończynach.

## Geneza
Część duchów Yeban została stworzona przez Ammę, u początków powstania świata. Miały one zamieszkiwać jaskinie górskie, będące wejściem do niższego, podziemnego świata. Duchy zostały stworzone jeszcze przed powstaniem pierwszego człowieka, lecz były już bytami posiadającymi duszę.
Inna grupa duchów Yeban wywodziła się już z rasy ludzkiej. Według wierzeń Dogonów starzejący się ludzie, którzy nie byli już płodni tracili swoją duszę, która odchodziła do świata Yeban. Od tej pory cielesna część człowieka wiodła życie pod kierunkiem nyama. Po pewnym czasie ludzkie ciało udawało się do jaskini, zabierając na swojej głowie jedzenie, a tam przeistaczało się w wielkiego węża. Od tego momentu w obawie o czystość swojej duszy przodkowie nie mogli rozmawiać z ludźmi. W niektóre noce wielkie węże udają się na polowanie, a wtedy ludzie nie czynią im krzywdy, ponieważ wiedzą, że są to ich przodkowie. Po upływie bardzo długiego (nieokreślonego dokładnie) czasu wężom wyrastały kończyny, a wtedy stawały się już duchami Yeban. Można więc powiedzieć, że niektóre duchy Yeban są przodkami ludzi.